# Протесты в Косове (2015)
В начале января 2015 года в Косово началась серия антиправительственных акций протеста в результате заявлений политика, косовского серба, депутата парламента Косово, министра по делам общин Республики Косово Александра Яблановича.
6 января 2015 года группа, известная как Thirrjet e nënave («Зов матерей»), члены которой в основном являются матерями жертв войны в Косово, протестовала перед Православной церковью в Джяковица до Рождества, чтобы блокировать приверженцев от входа в церковь, из-за продолжающегося отказа Сербии извиниться перед жертвами. Позже в тот же день Александр Ябланович, министр общин и член парламента Косово, назвал «дикарями» и «уродами» группу, которая побила камнями и заблокировала путь для автобусов вытесненных сербов, которые приехали на рождественскую мессу в Джяковице. Большинство жителей Косово были очень оскорблены, в том числе оппозиция, которая немедленно попросила об отставке Яблановича. Протесты после его выступлений начались в Джяковице и продолжались до 17 января, где около 10 000 человек собраличь в центре города. Демонстрации вскоре распространились на Печ (город, Косово), Дечани, Гнилане и всю территорию Косово. 19 января Ябланович официально извинился за свои заявления.
24 и 27 января 2015 года в столице Косово, Приштине, протекали национальные протесты, где примерно 50 000 человек вышли на улицы, чтобы потребовать отставки Яблановича и возвращения Трепчи в качестве государственного учреждения Республики Косово. Однако протесты стали жестокими из-за столкновения с полицией Международным сообществом эти события были признаны, как худшие общественные беспорядки с 2008 года.
3 февраля 2015 года премьер-министр Иса Мустафа объявил, что Александр Ябланович больше не будет членом кабинет министров, и позже его отставка была подтверждена. Его отставка была приветствованна оппозицией и другими гражданами, но была подвергнута критике со стороны правительства Сербии.

## Предпосылки
До местных и национальных протестов и формирования нового правительства 9 декабря 2014 года уже начались неодобрения и антиправительственные действия. По меньшей мере 20 000 человек из Косово , подавляющее большинство из которых были молодежью, пытались незаконно эмигрировать в Европейский Союз через Сербию и Венгрию  из-за высокого уровня безработицы.

### Безработица и нелегальная эмиграция
Согласно отчету Агентства статистики Косова от 2014 года, уровень безработицы в стране составляет 30%, из которых безработица в возрасте 15-24 лет составляет 55,9%. Из-за большого числа безработных и нынешней бедности примерно 50% эмигрантов составляли молодежь в возрасте от 15 до 24 лет , которые добивались лучшей жизни в Европейском союзе за счет незаконной эмиграции. Большинство из них войдут в Сербию, а затем незаконно переедут в Венгрию. Ситуация приобрела национальное внимание, и большинство граждан обвинили правительство в том, что оно не смогло предотвратить массовую эмиграцию и снизить уровень безработицы. Президент Атифете Яхьяга и другие правительственные чиновники выразили свою обеспокоенность.

### Статус шахты Трепча
14 января 2015 года правительство Косова приняло законопроект в парламенте о возвращении шахт Трепча в качестве государственного учреждения Республики Косово. Решение было отменено из-за угроз со стороны правительства Сербии; хотя правительство отрицало вмешательство Сербии, оправдывая это решение заявлением, что аналогичный шаг со стороны Сербии оставит тысячи людей без работы, также было объявлено, что они вскоре вернут шахты в качестве государственного учреждения Косово.
Движение об отзыве законопроекта было негативно принято гражданам Косово и косовской оппозицией, заявляя, что это наносит ущерб суверенитету Косово. На следующих заседаниях парламента реакция оппозиции была крайне негативной, и большинство из них либо покидали собрание, либо постоянно угрожали сторонникам отмены законопроекта. 
Посол Соединенного Королевства в Республике Косово Ян Клифф сказал, что «Трепча является собственностью Косово», поскольку она находится на территории Косово и поэтому должна быть государственным учреждением Республики. Он также возражал против того, чтобы вопрос о шахте Трепча стал предметом переговоров в Белграде и Приштине, потому что это было внутренним вопросом Косово.

### Январские протесты
Косовская оппозиция Ветевендосье, Альянс за будущее Косово, Инициатива для Косово, Нового Косовского альянса и другие потребовали отставки Яблановича и возвращения шахт Трепча в качестве государственного учреждения Республики Косово. Они призвали к первому протесту национального уровня 24 января 2015 года, где тысячи протестующих вышли на улицы, с девизом «Jabllanoviq jashtë! Trepça është e jona» («Ябланович! Трепча — наша!»). Здание правительства было повреждено. Вандализм был осужден президентом Атифетой Яхьягой.
Второй протест национального уровня состоялся 27 января на площади Матери-Терезы в Приштине при поддержке Ветендосье, ААК, НИСМА, Thirrjet e nënave и большинства жителей Косово-Албании. Протест начался как тихая и мирная демонстрация с теми же просьбами и девизом, что и первый протест. Однако противостояние стало очень жестоким, когда протестующие столкнулись с Полицией Косово. Шпенд Ахмети, мэр Приштины, и другие политики, были арестованы, хотя и были немедленно освобождены. Премьер-министр Иса Мустафа и министр иностранных дел и заместитель премьер-министра Хашим Тачи осудили протесты и насилие. Десятки протестующих получили ранения, и позднее было подтверждено, что Полиция Косово использовала слезоточивый газ.